# Swann Arlaud
Swann Arlaud, född 1981 i Fontenay-aux-Roses, är en fransk skådespelare.
Arlaud har bland annat medverkat i filmerna L'établi, Fritt fall och Petit paysan.

## Filmografi (i urval)
- 2016 – En kvinnas liv
- 2017 – Petit paysan
- 2023 – Fritt fall
- 2023 – L'établi